# ゴドフリー・ランプリング
ゴドフリー・ライオネル・ランプリング（英: Godfrey Lionel Rampling、1909年5月14日 - 2009年6月20日）は、イギリスの陸上競技選手、軍人。1936年ベルリンオリンピックで金メダルを獲得した。娘は女優のシャーロット・ランプリング。

## 経歴
ロンドン生まれ。1932年ロサンゼルスオリンピックにオリンピック初出場した。400m走では決勝に残ることができなかったが、4×400mリレーではイギリスチームのアンカーとして出場。クルー・スタンレー (Crew Stoneley)、トーマス・ハンプソン、デヴィッド・バーリーとともに銀メダルを獲得した。
2年後のブリティッシュ・エンパイア・ゲームズでは440ヤードで勝利し、4×440ヤードリレー出のイングランドチームの勝利にも貢献した。
1936年ベルリンオリンピックには、前回大会と同様400mと4×400mリレーに出場。400mは準決勝で敗退したものの、4×400mリレーにはフレデリック・ウォルフ、ウィリアム・ロバーツ、ゴドフリー・ブラウンとともに出場し、前回の銀メダルを超える金メダルを獲得した。
その後は北大西洋条約機構 (NATO) の高官として活躍。
2009年6月20日に睡眠中に死去。100歳であった。